# Nino Borsari
Nino Borsari   (Cavezzo, 14 de desembre de 1911 - Carlton, 31 de març de 1996) va ser un ciclista italià que fou professional entre 1934 i 1939.
Abans, com a amateur, va prendre part en els Jocs Olímpics de Los Angeles de 1932, en què guanyà la medalla d'or en la prova de persecució per equips, formant equip amb Marco Cimatti, Paolo Pedretti i Alberto Ghilardi.
Com a professional no obtingué cap victòria de renom.

## Palmarès
- 1932
  -  Medalla d'or als Jocs Olímpics de Los Angeles en persecució per equips
- 1932
  - 1r a la Coppa Caldirola
- 1935
  - 1r al Circuit emilià